# Luddenham, New South Wales
Luddenham este o suburbie în Sydney, Australia.